# Иван Арновљевић
Иван Арновљевић (Велика Кикинда, 7. март 1869 — Београд, 9. новембар 1951) био је један од првих српских доктора техничких наука, дописни члан САНУ и професор механике на Техничком факултету у Београду.